# Interpositif

Un interpositif au cinéma ou positif intermédiaire  est obtenu par défilement simultané dans la tireuse du négatif et du film de copie. Le négatif étant très précieux, les interpositifs sont donc  tirés à partir du négatif original, qui est conservé en sécurité.